# Marvin Çuni
Marvin Çuni (Frisinga, 10 de julio de 2001) es un futbolista alemán, nacionalizado albanés, que juega en la demarcación de delantero para la U. C. Sampdoria de la Serie B.

## Selección nacional
Hizo su debut con la selección de fútbol de Albania el 17 de octubre de 2023 en un partido amistoso contra Bulgaria que finalizó con un resultado de 2-0 a favor del combinado albanés tras los goles de Qazim Laçi y Ernest Muçi.

## Clubes
| Club                             | País     | Año       | Partidos | Goles |
| -------------------------------- | -------- | --------- | -------- | ----- |
| SG Sonnenhof Großaspach (cedido) | Alemania | 2020-2021 | 34       | 19    |
| SC Paderborn 07 II (cedido)      | Alemania | 2021      | 3        | 3     |
| SC Paderborn 07 (cedido)         | Alemania | 2021-2022 | 11       | 0     |
| 1. FC Saarbrücken (cedido)       | Alemania | 2022-2023 | 32       | 9     |
| Frosinone Calcio                 | Italia   | 2023-2024 | 27       | 2     |
| F. C. Rubin Kazán                | Rusia    | 2024-2025 | 14       | 0     |
| U. C. Sampdoria (cedido)         | Italia   | 2025-     |          |       |